# Romanówka (rejon gródecki)
Romanówka (ukr.  Романівка) – wieś na Ukrainie w rejonie lwowskim (wcześniej w rejonie gródeckim) obwodu lwowskiego.

## Historia
Dawniej karczma wsi Rodatycze w powiecie gródeckim.